# Вежа Лотршчак
Вежа Лотршчак (хорв. Kula Lotrščak) — середньовічна фортечна башта у столиці Хорватії місті Загребі, одна з міських історичних пам'яток і туристичних атракцій.
Розташована на Штросмаєровому бульварі (хорв. Strossmayerovo šetalište) і є складовою старого міста Загреба Градця (Gradec) або Верхнього міста (Горні град / Gornji grad).
Башта походить з XIII століття, була побудована для захисту південної брами міських мурів Градця. І за структурою, і за пропорціями це романська споруда-укріплення, що переставши виконувати суто оборонну функцію, надалі адаптувалась під потреби різних часів.

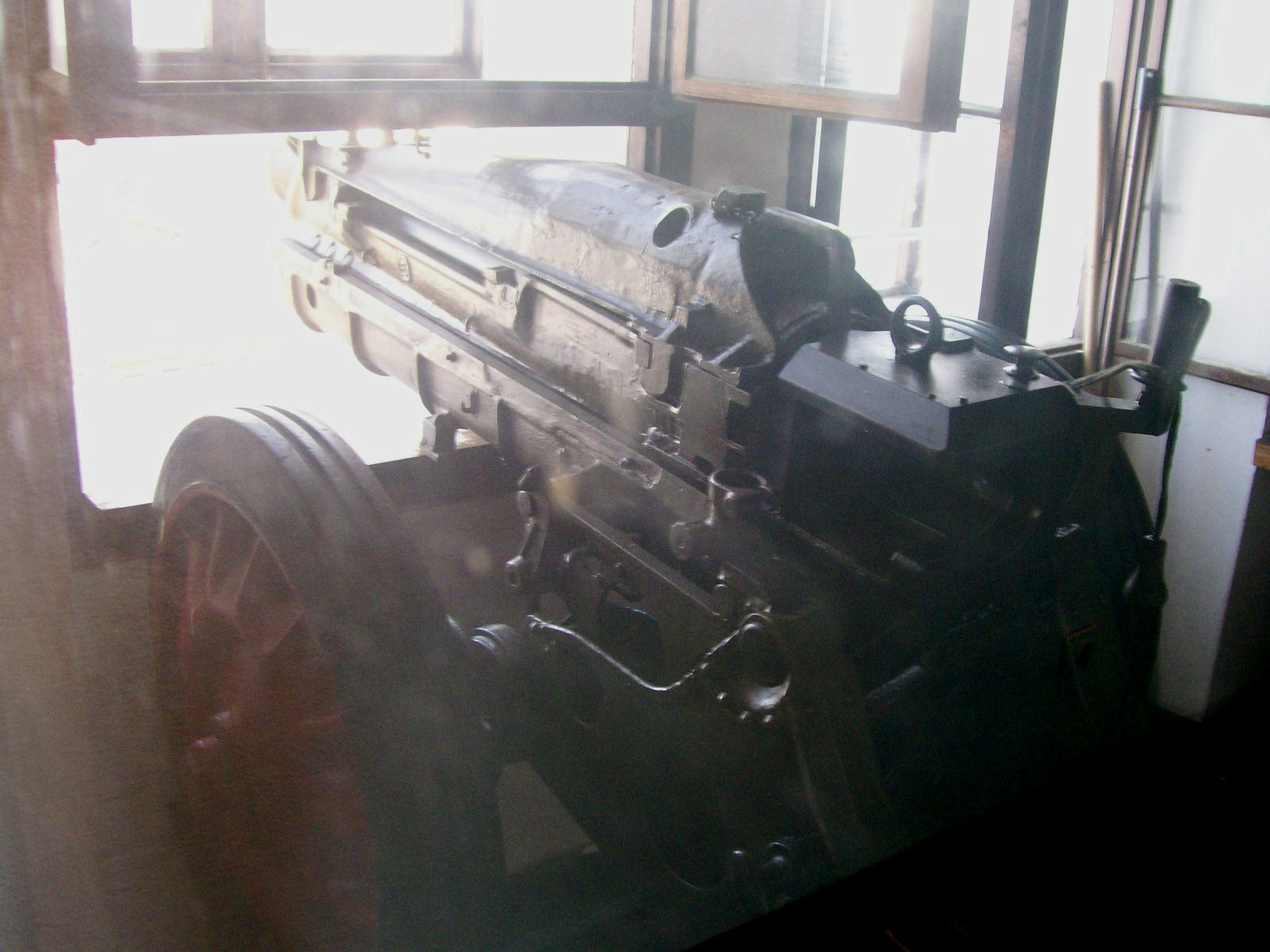
Грицька гармата

Назва вежі походить від латинського словосполучення campana latrunculorum (кампана латрункулорум, тобто «Дзвін злодіїв»), що апелює до баштового дзвону, який повісили в 1646 році, щоб сигналізувати про закриття міських воріт.
Свій остаточний вигляд вежа Лотршчак дістала в XIX столітті після перебудови, виконаної архітектором Куно Вайдманном (Kuno Waidmann). Тоді добудували четвертий поверх і додали вікна. Висота вежі відтоді становить 19 м, даху — 5 м, купола — 6 м, тобто загалом споруда заввишки 30 метрів.
Водночас нагорі в башті встановили Грицьку гармату (Grički top), яка щодня опівдні дає постріл.
Також нагорі Лотршчаку за сучасності влаштовано оглядовий майданчик, куди можуть здійнятися відвідувачі, щоб побачити приголомшливий вид Загреба. У вежі, крім Грицької гармати, нині діє невелика художня галерея-виставка та сувенірна крамничка.